# مینوتور ۲
مینوتور ۲ (به انگلیسی: Minotaur II) یکی از موشک‌های مورد استفاده ناسا است.
این پرتابگر ساخت شرکت اوربیتال ساینسز کورپوریشن در سال ۲۰۰۰ است و یک سیستم پرتابی ۴ یا ۵ مرحله ایست.